# Førerhun
En førerhun eller alfahun er den førende hun i en dyreflok. Hos visse dyrearter som f.eks. ulve ledes flokken af et førerpar bestående af en førerhan og en førerhun. Dette par refereres sommetider til som et førerpar. 
Begreberne alfahan og alfahun bruges også i overført betydning om personer med høj status og socialt, positiv dominerende adfærd, der sikrer flokkens overlevelse og funktion.[kilde mangler]
Hos ulve har alfaen ret til at spise først af et nedlagt bytte, og løber også først i jagten hvor ingen anden ulv bevæger sig foran alfaens skulder. Alle andre ulve i koblet skal vise underdanighed i nærheden af alfaen – sænket hoved og hale, tilbagelagte ører og sammenknebne øjne.[kilde mangler]

## Etymologi
Forstavelsen ”alfa-” er taget fra navnet på det græske bogstav α (alfa), som er det første tegn i det græske alfabet. (Det indgår også i ordet ”alfabet”.) Betydningen af alfahun bliver hermed ”den hun der kommer først eller står først i rækken”.[kilde mangler]